# HMS Curacoa (1917)
HMS Curacoa – brytyjski lekki krążownik typu C z okresu I i II wojny światowej; zatopiony w wyniku kolizji w 1942 roku. Nazwa pochodzi od karaibskiej wyspy Curaçao.
Zbudowany w stoczni w Pembroke Dock (Walia) w latach 1916-1917, wcielony do floty 18 lutego 1918. Otrzymał numer taktyczny (nie malowany) I41, zmieniony w 1940 na D41. W sierpniu 1939 przebudowany na krążownik przeciwlotniczy, wziął krótki udział w kampanii norweskiej (1940). Przez cztery dni osłaniał miasto Åndalsnes; poważnie uszkodzony przez bomby lotnicze, powrócił do Wielkiej Brytanii na remont, który trwał do sierpnia 1940.
Okręt brał udział w eskorcie liniowca „Queen Mary”, przekształconego w transportowiec wojska z ok. 10 000 żołnierzy na pokładzie. 2 października 1942 u północnych wybrzeży Irlandii – w czasie zygzakowania mającego na celu ochronę przed torpedami niemieckich U-Bootów, doszło do kolizji między „Curacoa” a liniowcem. „Queen Mary” uderzyła z dużą prędkością w śródokręcie krążownika, rozcinając go na dwie części. Okręt szybko poszedł na dno, zabierając ze sobą 338 ofiar. Jedynie około 100 rozbitków zostało uratowanych przez pozostałe okręty eskorty (uszkodzona „Queen Mary” kontynuowała rejs). Do dziś nie wyjaśniono do końca powodów katastrofy. Jednym z niszczycieli, towarzyszących HMS „Curacoa” w jego ostatnim zadaniu, był ORP Błyskawica.
Niektórzy autorzy wskazują na rolę niemieckich okrętów podwodnych (zwłaszcza U-407, który dzień wcześniej wystrzelił 4 niecelne torpedy w stronę liniowca) w zdarzeniu. W rzeczywistości jednak żaden ze świadków wypadku nie zaobserwował okrętu podwodnego ani śladu jego torped, co mógłby wyjaśniać podjęcie niespodziewanych, ryzykownych manewrów. U-407 znajdował się zbyt daleko, żeby być sprawcą tragicznego zamieszania.